# Watanabe-dori (métro de Fukuoka)
Watanabe-dori (渡辺通駅, Watanabe-dōri-eki) est une station de la ligne Nanakuma du métro de Fukuoka. Elle est située dans l'arrondissement de Chūō à Fukuoka au Japon.

## Situation sur le réseau
Établie en souterrain, Watanabe-dori est située au point kilométrique (PK) 11,3 de la ligne Nanakuma. Elle est située entre la station Yakuin, en direction du terminus ouest Hashimoto, et la station Tenjin-minami, en direction du terminus est Hakata.

## Histoire
La station Watanabe-dori est mise en service le 3 février 2005, lors de l'ouverture à l'exploitation des 16 stations de la ligne Nanakuma entre Tenjin-minami et Hashimoto.

## Services aux voyageurs

### Accès et accueil
La station est ouverte tous les jours.

### Desserte
Watanabe-dori est desservie par les rames de la ligne Nanakuma : 
- voie 1 : direction Hakata
- voie 2 : direction Hashimoto

Installations et desserte
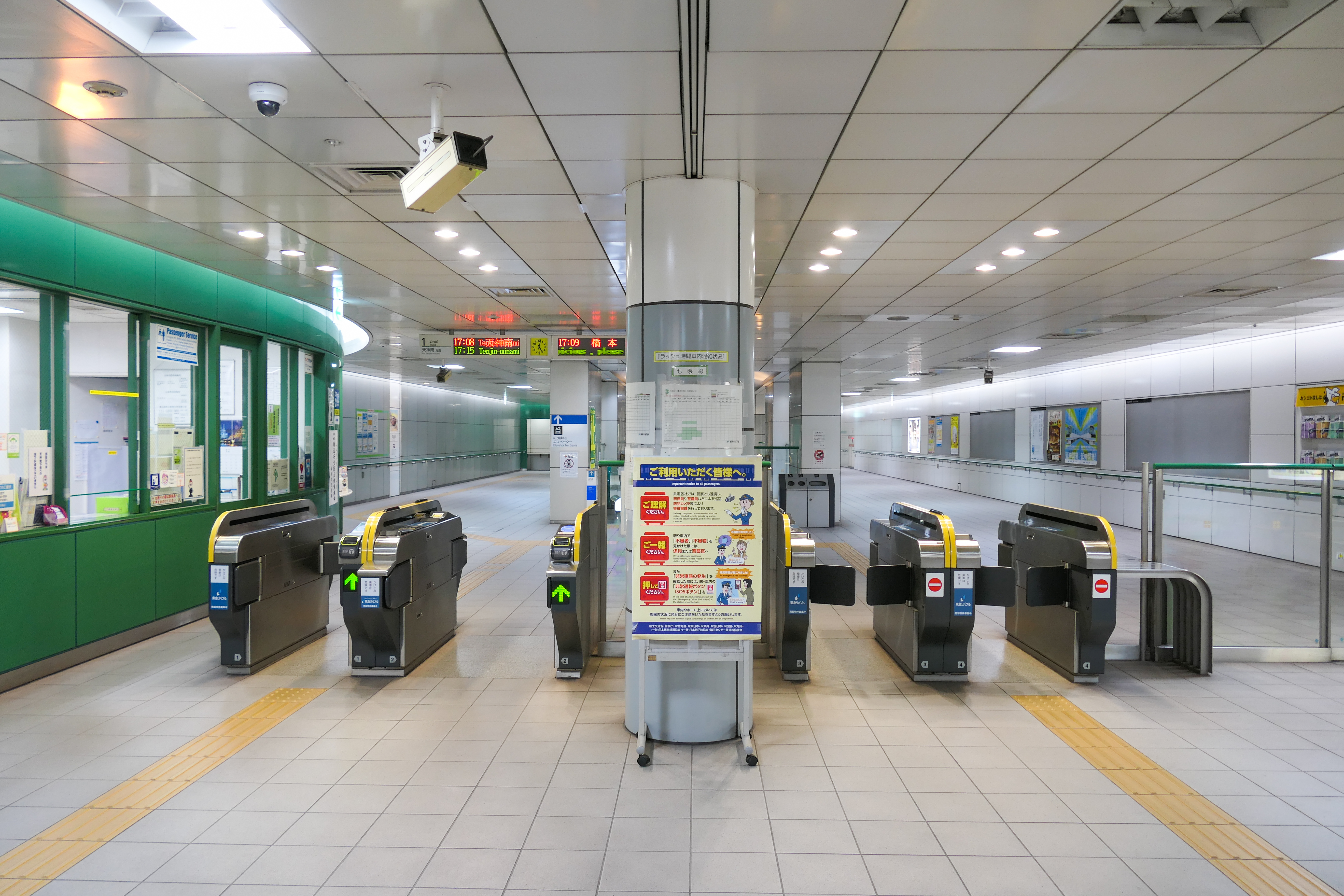
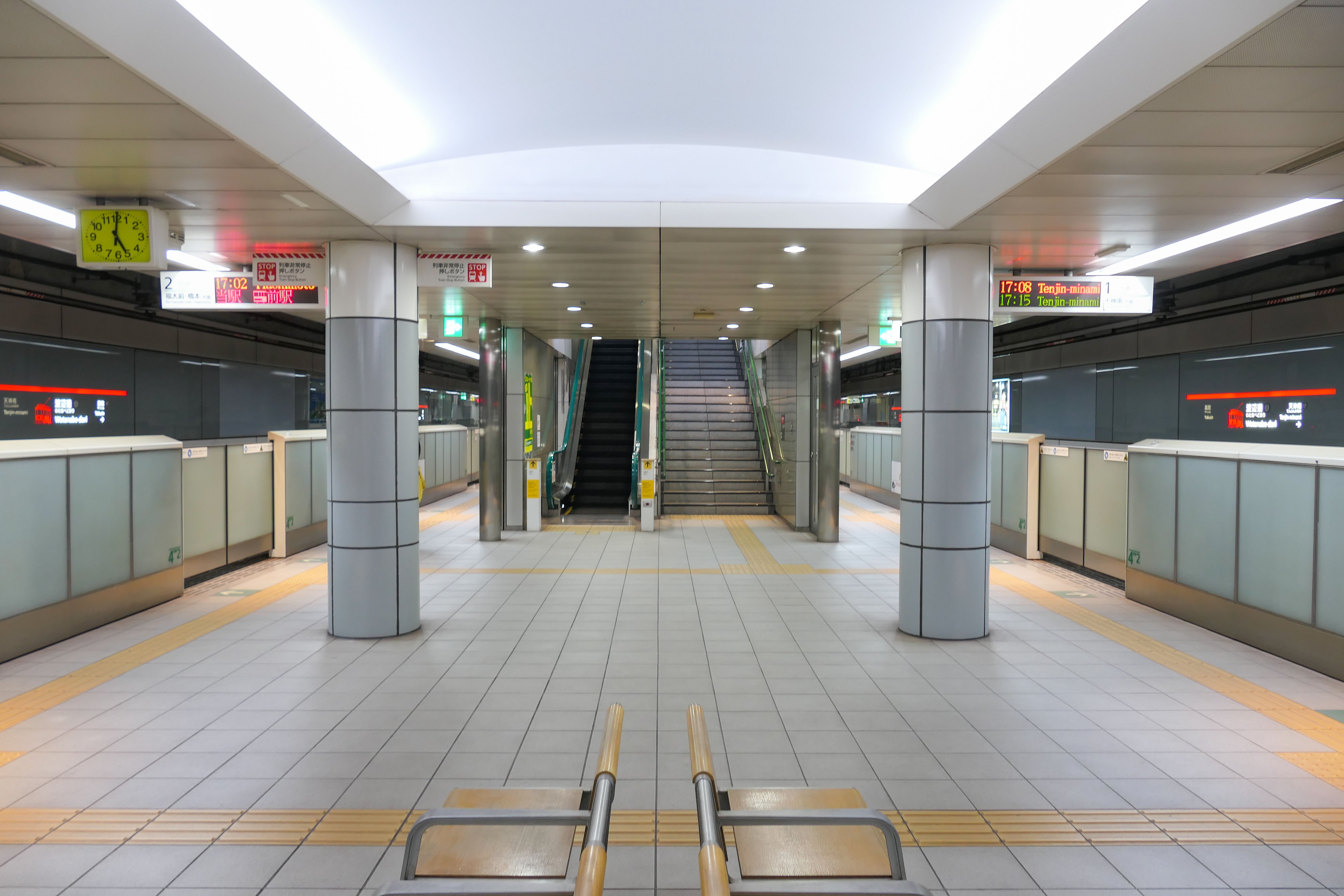